# Nasir Lamine
Nasir Lamine (Ghana, 7 febbraio 1985) è un ex calciatore ghanese, di ruolo centrocampista.